# Selma Björnsdóttir
Selma Björnsdóttir (* 13. června 1974 Reykjavík) je islandská zpěvačka pop music a muzikálová herečka. 

## Umělecká kariéra
Od pěti let se učila hrát na violoncello a v deseti letech hrála v představení Noemova archa. Vystudovala střední obchodní školu. Od roku 1995 účinkovala v Islandském národním divadle a Reykjavíckém městském divadle. Hrála ve hře Magnúse Schevinga Áfram Latibær! a v televizi Ríkisútvarpið uváděla magazín pro mládež Ó. Je spoluautorkou a interpretkou skladby „All Out of Luck“, s níž se v roce 1999 zúčastnila soutěže Eurovision Song Contest a obsadila druhé místo, které bylo historickým islandským úspěchem. Její debutové album I Am bylo v čele islandské hitparády a stalo se platinovou deskou. Koncertovala také ve dvojici se zpěvačkou Hansou (vlastním jménem Jóhanna Vigdís Arnardóttir). V roce 2005 startovala na Ceně Eurovize znovu s písní „If I Had Your Love“ a vypadla v semifinále. Téhož roku vystupovala na koncertě při Europride v Oslu. 
Pro islandskou verzi namluvila animované postavy Cipory ve filmu Princ egyptský a Tiany ve filmu Princezna a žabák. Působí také jako režisérka a choreografka v Islandské opeře. V roce 2009 byla porotkyní televizní talentové soutěže Idol stjörnuleit. 
Jejím manželem je herec Rúnar Freyr Gíslason. Mají dvě děti. 

## Diskografie
- I Am (1999)
- Life Won’t Wait (2000)
- Sögur af Sviðinu (2002)
- Sögur af Konum (2006)
- Alla leið til Texas (2010)